# Arctopsyche variabilis
Arctopsyche variabilis är en nattsländeart som beskrevs av Schmid 1968. Arctopsyche variabilis ingår i släktet Arctopsyche och familjen ryssjenattsländor. Inga underarter finns listade i Catalogue of Life.